# Domenico Induno
Domenico Induno (Milano, 14 maggio 1815 – Milano, 5 novembre 1878) è stato un pittore italiano.

## Biografia

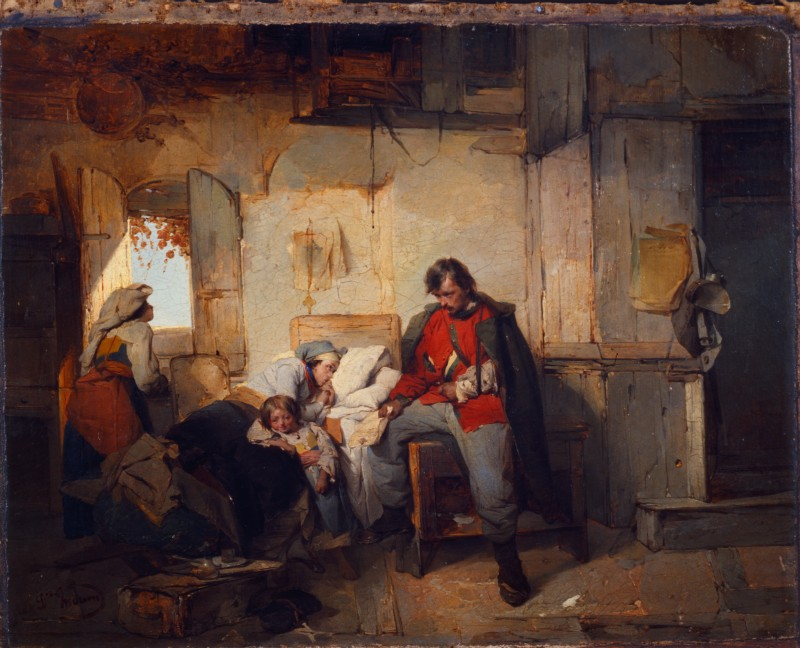
Il ritorno del soldato ferito, 1854 ca.
Fondazione Cariplo

Fratello maggiore di Gerolamo, da giovane lavora come apprendista presso l'orafo Luigi Cossa, il quale lo convince ad iscriversi all'Accademia di Brera, trovandolo particolarmente dotato nell'arte del disegno.

### Formazione ed esordi
Dal 1831 segue i corsi di Brera, prima sotto la guida di Pompeo Marchesi, poi di Luigi Sabatelli, infine di Francesco Hayez; nelle sue prime opere, più volte ufficialmente premiate, si avverte pienamente l'influsso della pittura di Hayez.

Nei suoi dipinti, con soggetti tratti da episodi della Bibbia, oppure dalla storia antica, egli inserisce elementi patriottici, come nella tela Bruto giura di vendicare la morte di Lucrezia e in altre tele con soggetti carichi di sentimento, come Strage degli innocenti.
Nel 1840 Domenico Induno espone Saul unto re dal profeta Samuele, tela a lui commissionata dall'imperatore austriaco Ferdinando I, per la galleria imperiale di Vienna.

### Pittura di genere
Negli anni della maturità, Domenico Induno abbandona la pittura di storia e preferisce soggetti di genere, come La preghiera, Un episodio del Diluvio universaleː asseconda in tal modo le richieste di una committenza, composta da personalità dell'aristocrazia milanese colta e liberale, come Girolamo d'Adda e i duchi Antonio e Giulio Litta.
Per sfuggire alle repressioni austriache, durante i moti milanesi del 1848, con il fratello Gerolamo ripara prima in Svizzera ad Astano - dove sposa Emilia Trezzini, sorella del pittore Angelo - poi, nel 1850, a Firenze.
I collezionisti e il pubblico che visitano le mostre sono sempre più sensibili alla pittura di genere, inaugurata da Domenico e che riguarda episodi domestici o teneramente patetici o sociali, e che talvolta ha come protagoniste persone umili o derelitte, oppure bambini poveri.
Temi domestici e popolari diventano una costante, in quegli anni, nei dipinti dei fratelli Induno, che vengono proposti alle mostre delle Società Promotrici di Torino, di Genova e di Firenze (La questua, Il rosario, Profughi da un villaggio incendiato, I contrabbandieri, L'artista nomade).

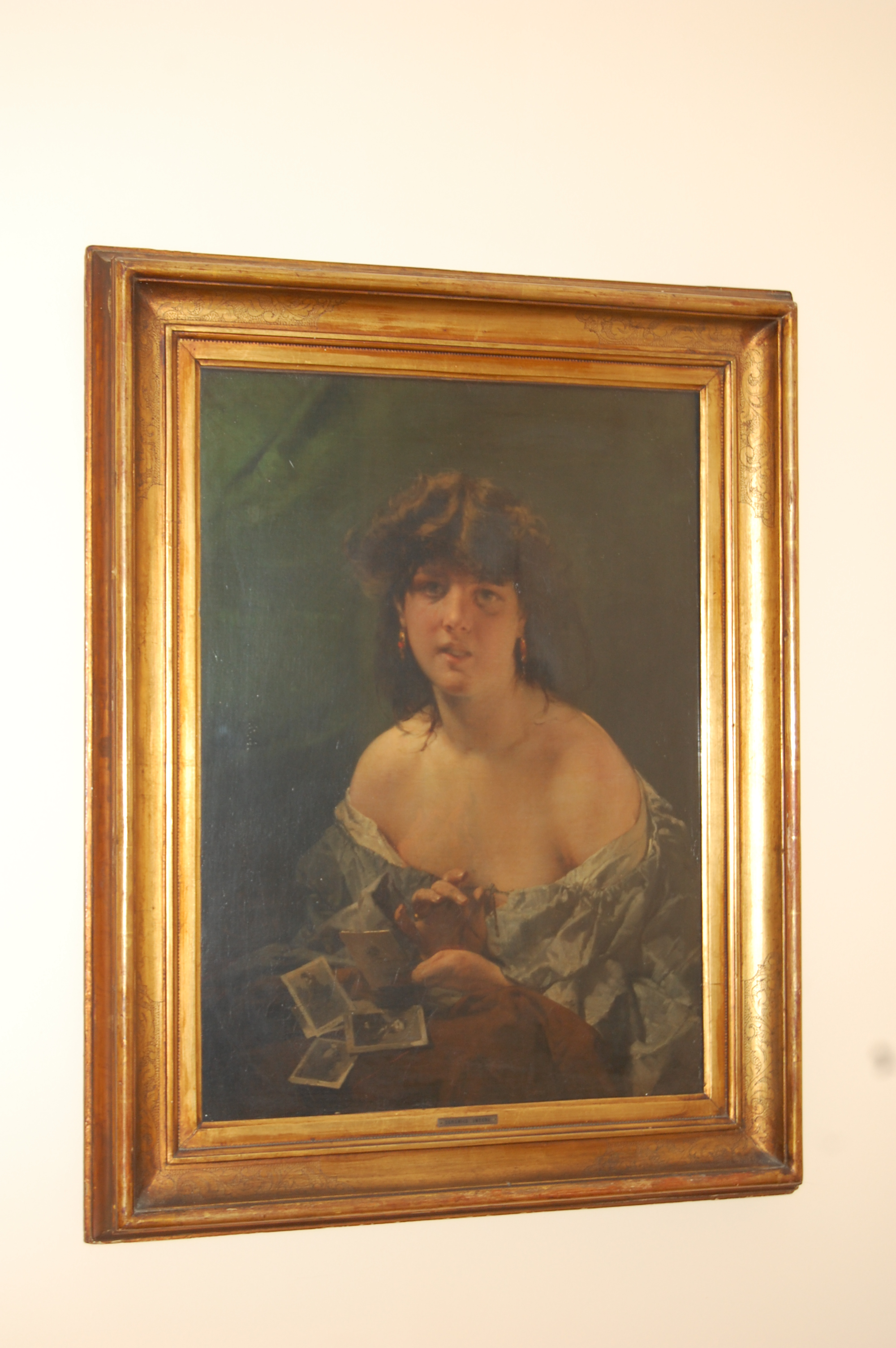
La Modella

### Gli anni del successo
Nel 1854 Domenico ottiene la nomina di "Socio d'Arte" dell'Accademia di Brera e nello stesso anno espone, insieme ad altri dipinti, Pane e lagrime, acquistato da Hayez e presentato l'anno successivo a Parigi, dove è particolarmente apprezzato.
L'apice della sua carriera egli lo raggiunge con la tela Al cader delle foglie, esposta nel 1859, insieme ad altri soggetti domestici, dove egli presenta figure femminili intente a svolgere le faccende quotidiane. Dal 1860 inizia a lavorare al Bollettino di Villafranca, opera che esegue in più versioniː una fra queste, commissionata da Vittorio Emanuele II, gli vale il titolo di Cavaliere dei Santi Maurizio e Lazzaro.
Divenuto consigliere accademico, nel 1863, non partecipa più alle annuali esposizioni a Brera. In questo periodo dipinge Scuola di sartine, Monte di pietà e Posa della prima pietra della Galleria Vittorio Emanuele (1867), una rara opera di committenza pubblica, che il pittore rielabora in più versioni.

### Ultimi anni e morte
All'esposizione di Vienna del 1873 ottiene la medaglia d'oro per la tela Un dramma domestico, opera in cui denuncia aspetti della società postunitaria che egli sente lontana dai suoi ideali. Colpito da grave malattia agli occhi, partecipa ancora all'Esposizione Universale di Parigi nel 1878, ottenendo la Legione d'Onore.
Muore a Milano, il 5 novembre di quello stesso anno e viene sepolto nel Cimitero Monumentale di Milano.

## Galleria d'immagini

Dipinti di Domenico Induno
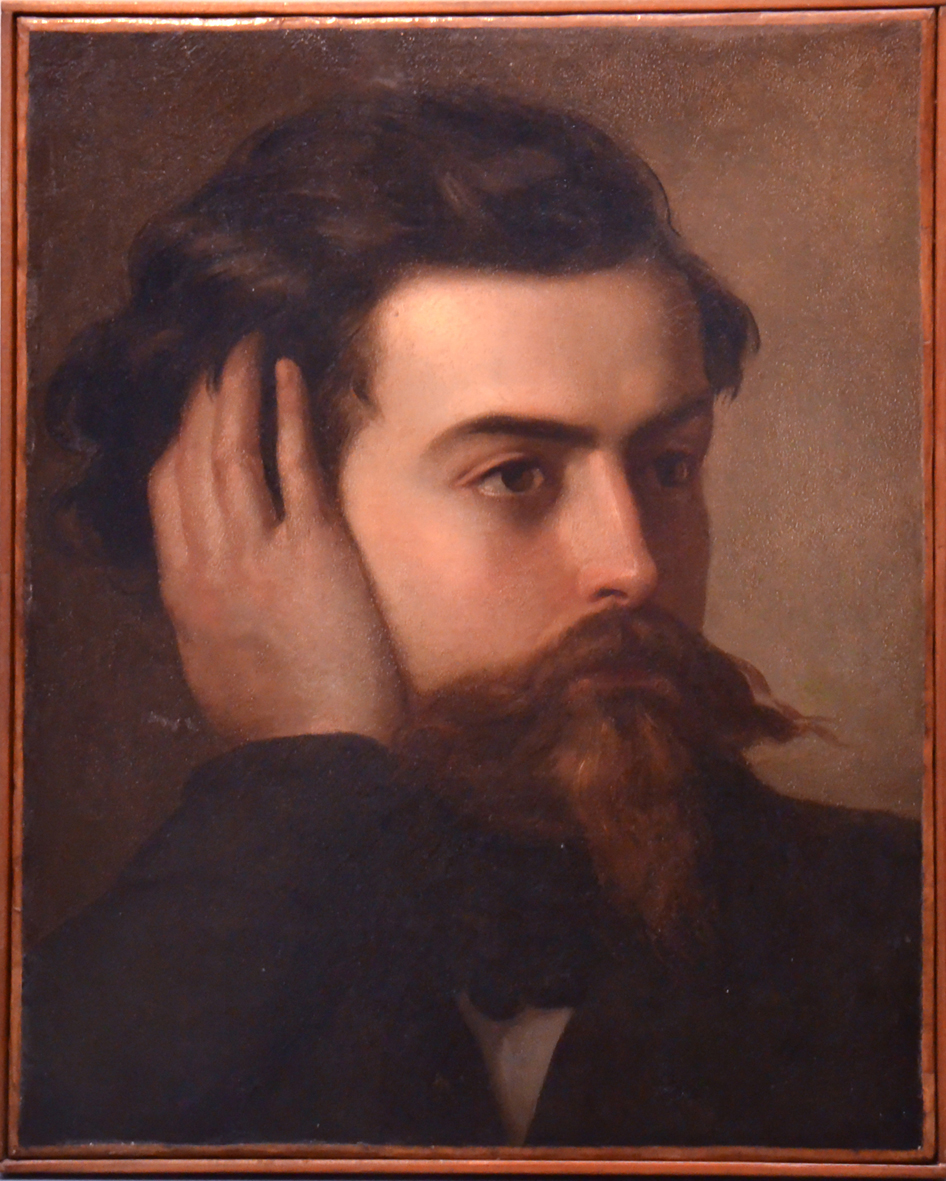
Ritratto di Goffredo Mameli
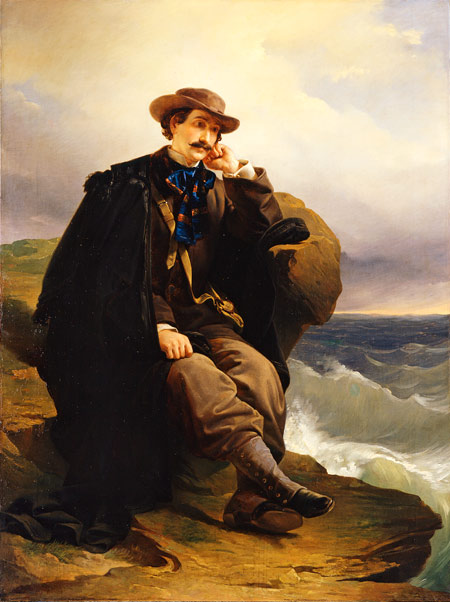
Ritratto di Aleardo Aleardi
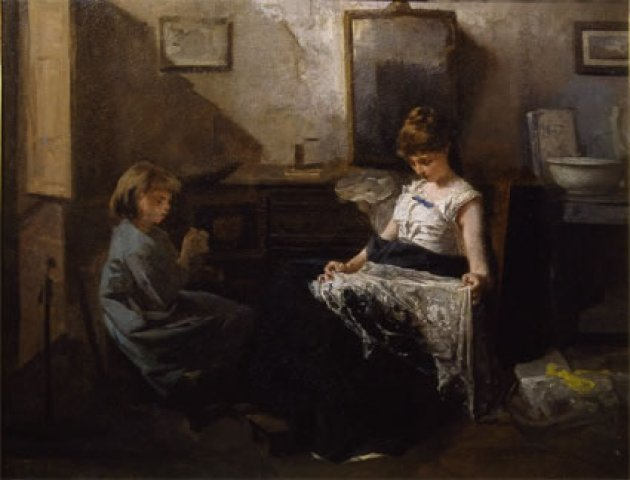
Le cucitrici
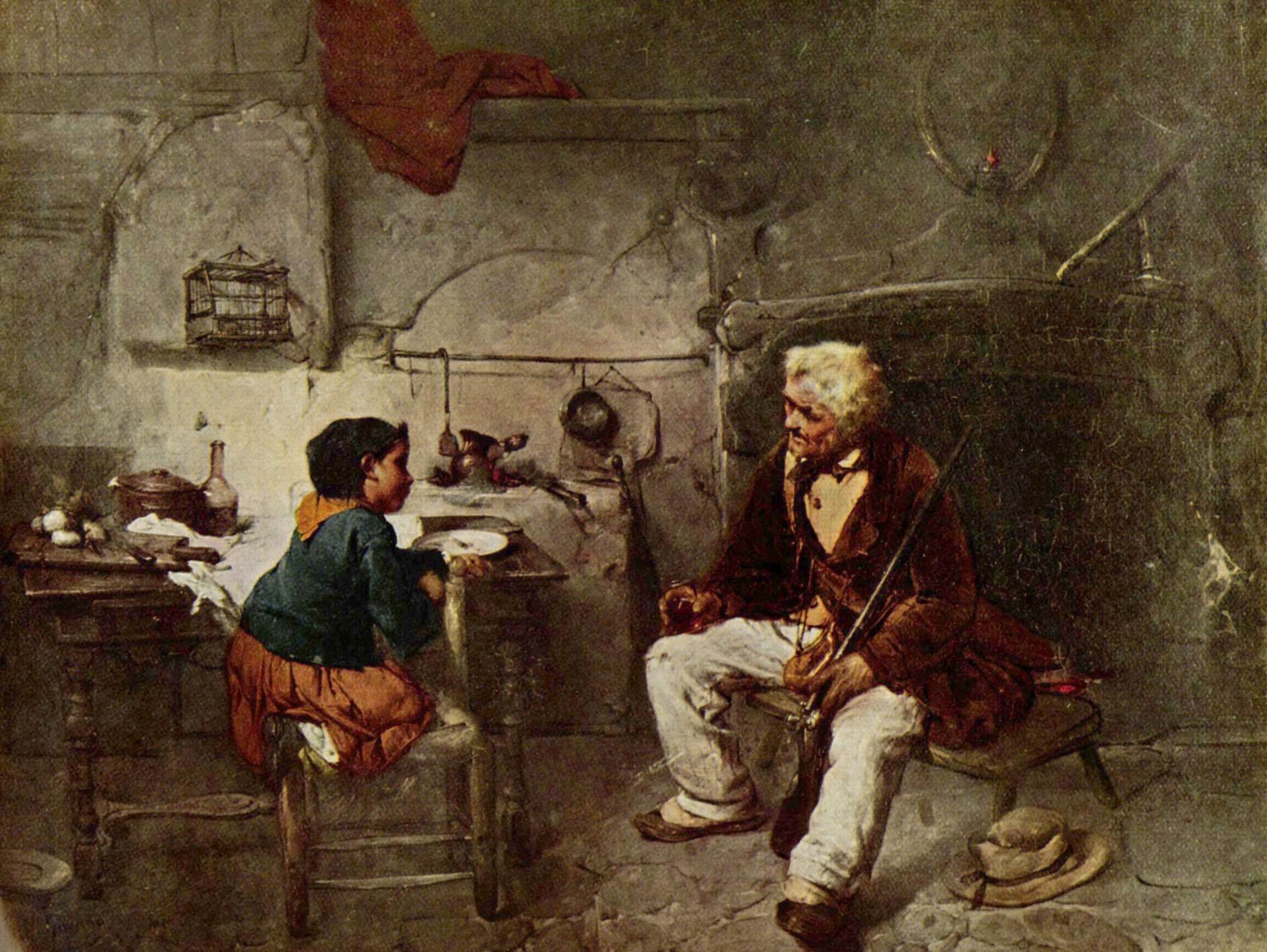
Il cacciatore
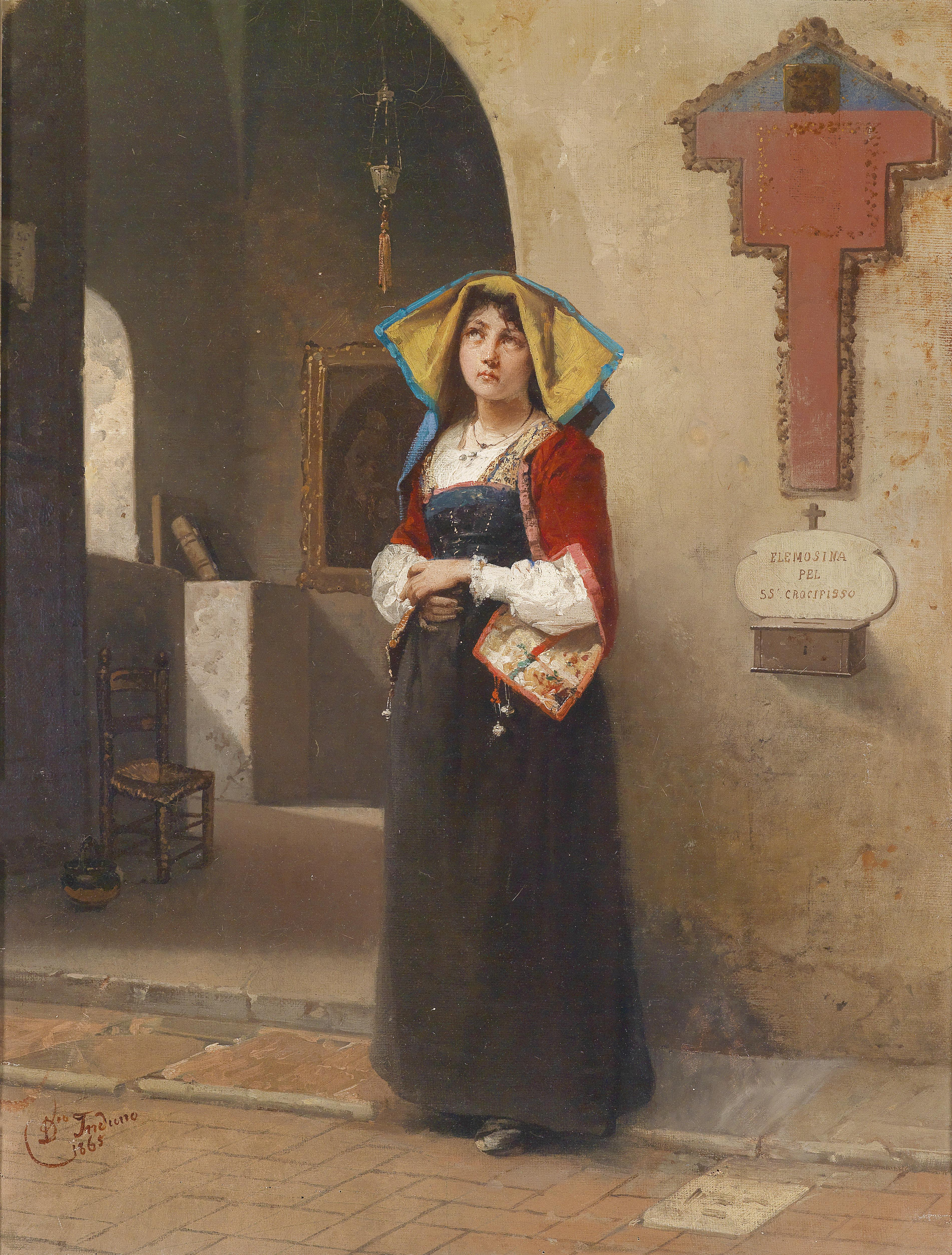
Devozione
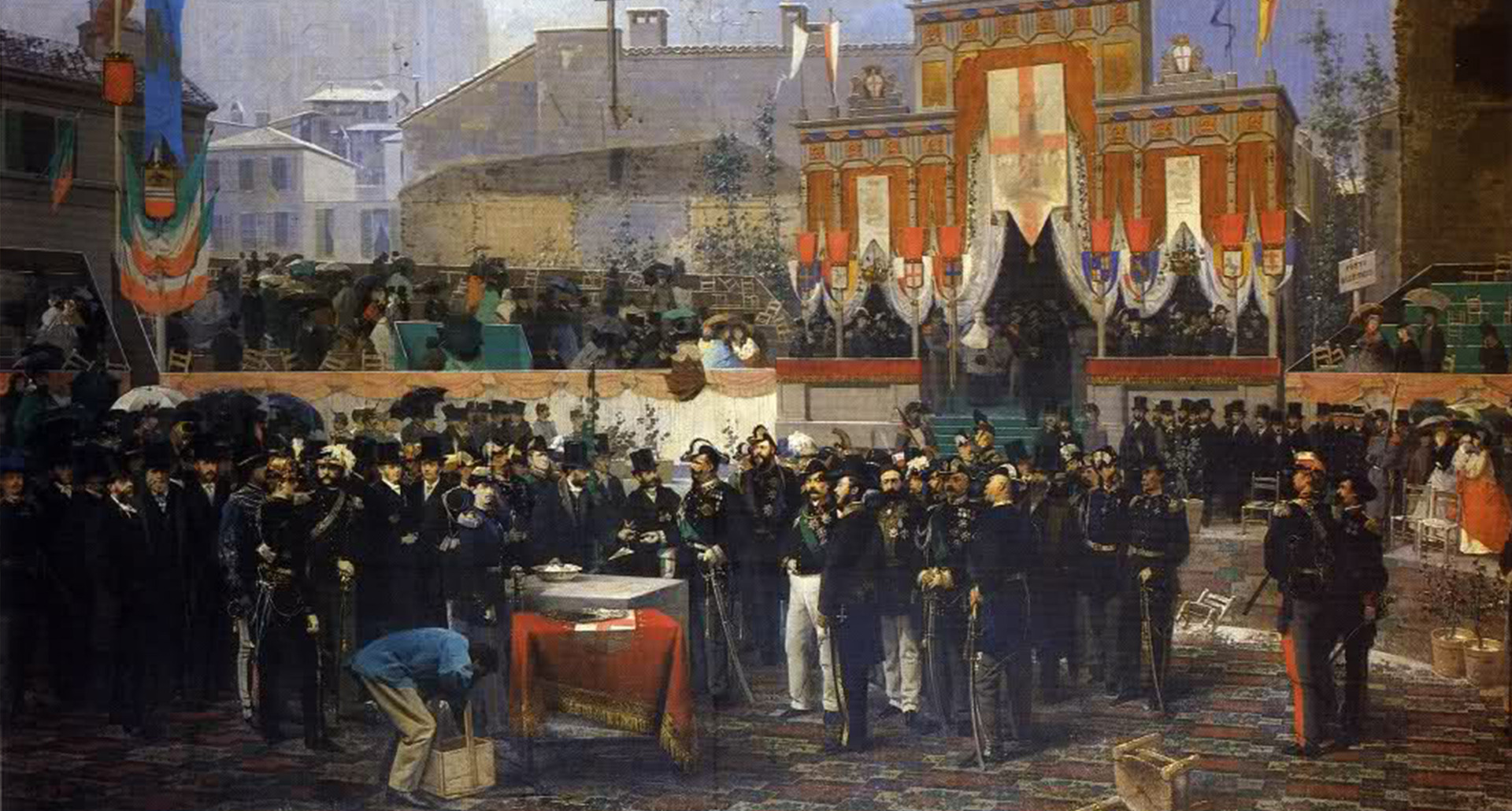
Posa della prima pietra della Galleria di Milano il 7 marzo 1865
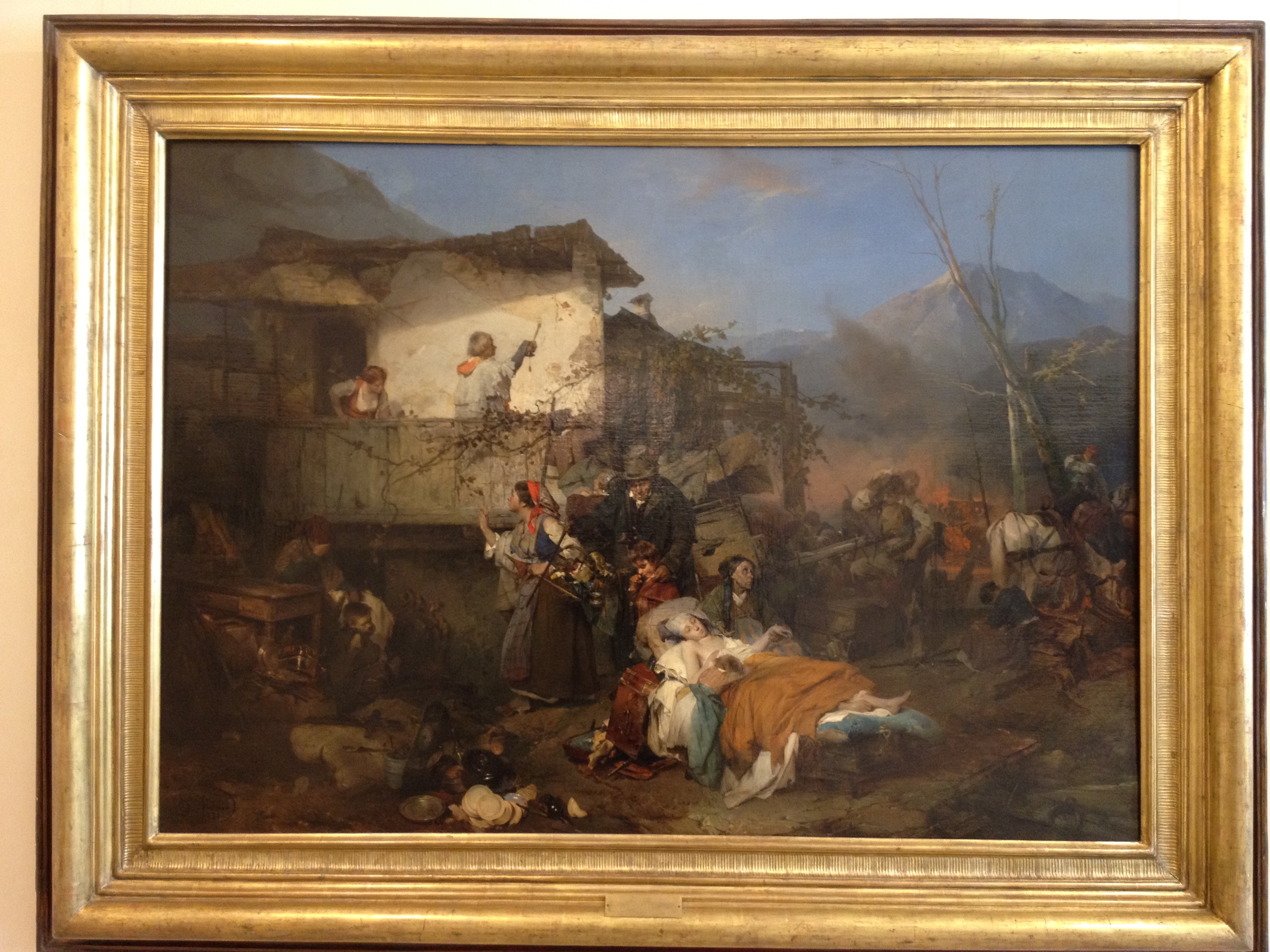
I profughi da un villaggio incendiato (L'incendio del villaggio) 1851
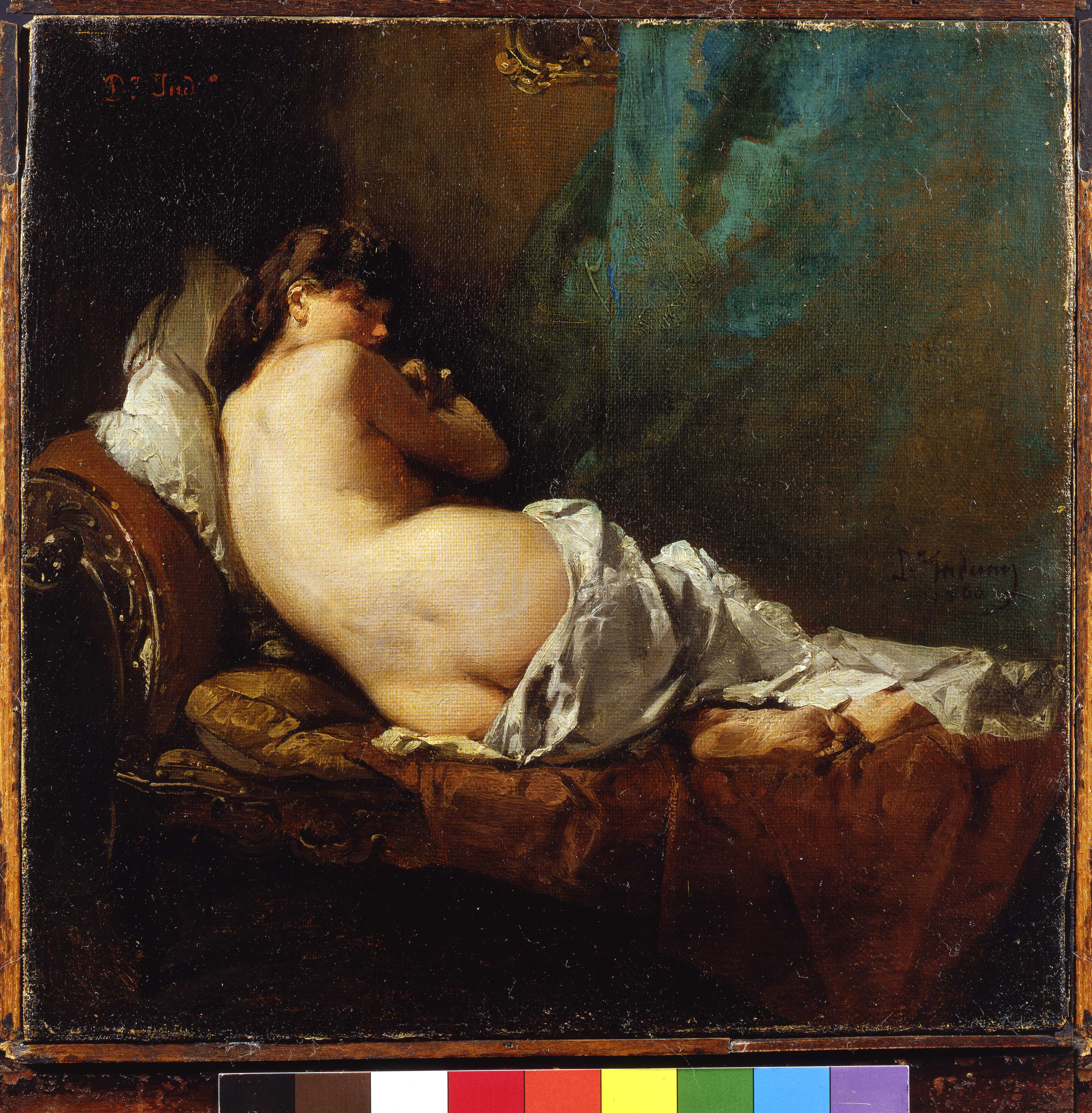
Nudo di spalle
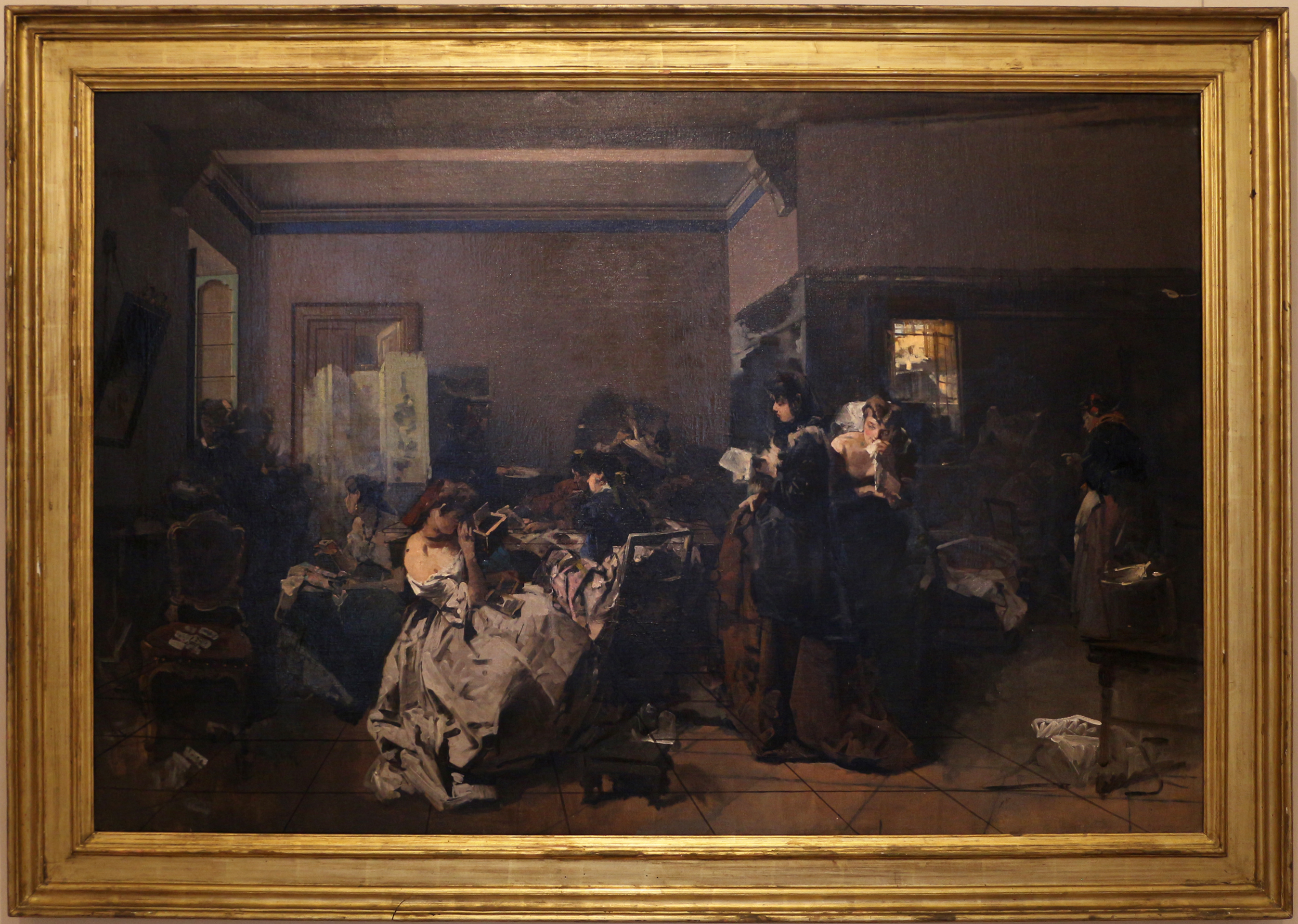
Scuola di sartine 1865 ca

## Musei che possiedono sue opere
- Pinacoteca Ambrosiana di Milano
- Galleria d'Arte Moderna di Milano